# Diana Churchill (actrice)
Pour les articles homonymes, voir Diana Churchill.
Diana Josephine Churchill (née le 21 août 1913 à Wembley dans le Middlesex et morte le 8 octobre 1994 dans le Mississippi, aux États-Unis) est une actrice britannique de cinéma et de théâtre.

## Biographie
Diana Churchill est principalement connue pour avoir joué le rôle de Kathleen Scott dans L'Épopée du capitaine Scott.
Elle s'est mariée une première fois à Barry K. Barnes (de 1938 à 1965) puis à Mervyn Johns (de 1976 à 1992).
Elle est morte le 8 octobre 1994 dans le Mississippi d'une sclérose en plaques.

## Filmographie partielle
- 1937 : The Dominant Sex (en), d'Herbert Brenon
- 1937 : School for Husbands d'Andrew Marton
- 1940 : Law and Disorder, de David MacDonald
- 1948 : L'Épopée du capitaine Scott, de Charles Frend